# Гельмут Кноке
Гельмут Кноке (нім. Helmuth Knoke; 11 серпня 1906, Трір — 25 серпня 1944, Атлантичний океан) — німецький офіцер-підводник, оберлейтенант-цур-зее резерву крігсмаріне (1 листопада 1943).

## Біографія
В березні 1941 року вступив на флот. В березні-вересні 1942 року пройшов курс підводника на підводному човні U-50. З вересня 1942 року — вахтовий офіцер на U-462. В червні-листопаді 1943 року пройшов підготовку в 12-й і 23-й флотиліях, а також в 2-му навчальному дивізіоні підводних човнів. З 30 грудня 1943 року — командир U-925. 24 серпня 1944 року вийшов у свій перший і останній похід. Наступного дня U-925 і всі 51 члени екіпажу зникли безвісти.